# StarCraft: Insurrection
StarCraft: Insurrection (cunoscut și ca Insurrection: Campaigns for StarCraft) este un pachet de expansiune pentru jocul video StarCraft cu noi misiuni de campanie și hărți multiplayer. A fost licențiat de Blizzard Entertainment pentru a fi dezvoltat de studioul canadian Aztech New Media și a fost lansat la 10 iunie 1998 pentru Windows.

## Prezentare generală
Expansiunea include trei campanii single-player cu 10 misiuni fiecare și peste o sută de hărți multiplayer. Campania are loc pe durata campaniilor jocului original. Se concentrează pe Terran, Protoss și Zerg și introduce 10 eroi noi. Misiunile se concentrează pe o insurecție împotriva Confederației condusă de un grup divizat numit Fist of Redemption, cu scopul de a fuziona rasele Terran și Zerg. Campania este în general mult mai grea decât jocul original.

## Recepție
Greg Kasavin de la GameSpot a dat jocului 4.8/10 și a remarcat că multiplayer-ul și calitatea hărților de campanie nu se potrivește cu jocul original. El a criticat arta refolosită și materialele de sunet, precum și calitatea audio slabă. El a remarcat, de asemenea, că foarte puține hărți multiplayer erau decente.
Denny Atkin de la Computer Gaming World a evaluat expansiunea cu 3,5/5 stele și a descris misiunile ca fiind „bine concepute”, totuși a criticat lipsa de noi funcții și a interfeței de utilizare slabe. 
Andrei Șevcenko de la Absolute Games a evaluat jocul la 75%, remarcând lipsa de inovație și scenete, dar lăudând dificultatea, briefing-urile misiunii și eroii. El a descris povestea campaniei drept plină de „trădări și intrigi”. Aleksandr Vershinin de la Game.EXE a descris-o ca fiind deloc aproape de calitate în raport cu lansarea ulterioară StarCraft: Brood War.
Andrei Okushko de la Strana Igr a remarcat că Insurrection nu a avut nicio apreciere la vremea respectivă, în ciuda licenței oficiale. El enumeră gameplay-ul neschimbat și lipsa poveștii drept motive principale.